# Sady Dolne
Sady Dolne je vesnice na jihu Polska, nedaleko města Bolków. Má podlouhlý charakter a na jihu na ní navazuje vesnice Sady Górne. Středem vsi prochází asfaltová silnice a protéká potok. Severní částí prochází silnice číslo 5.

## Galerie

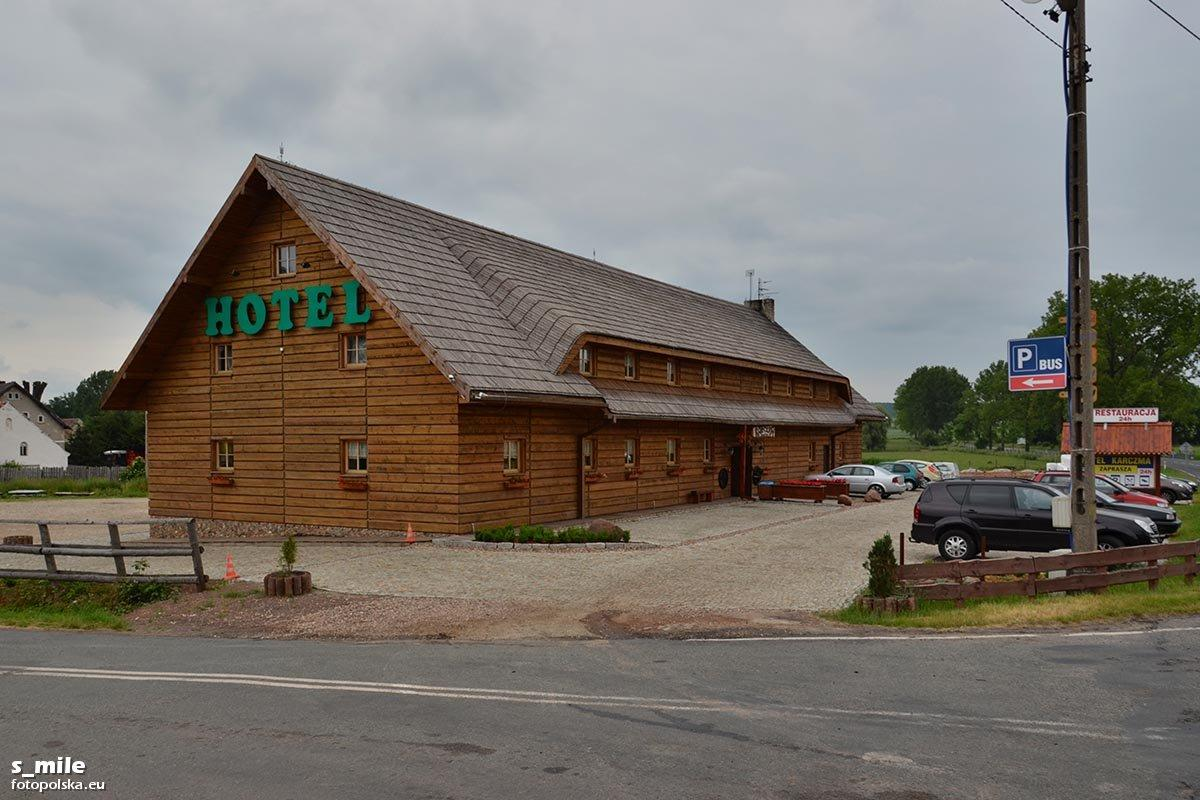
Hotel
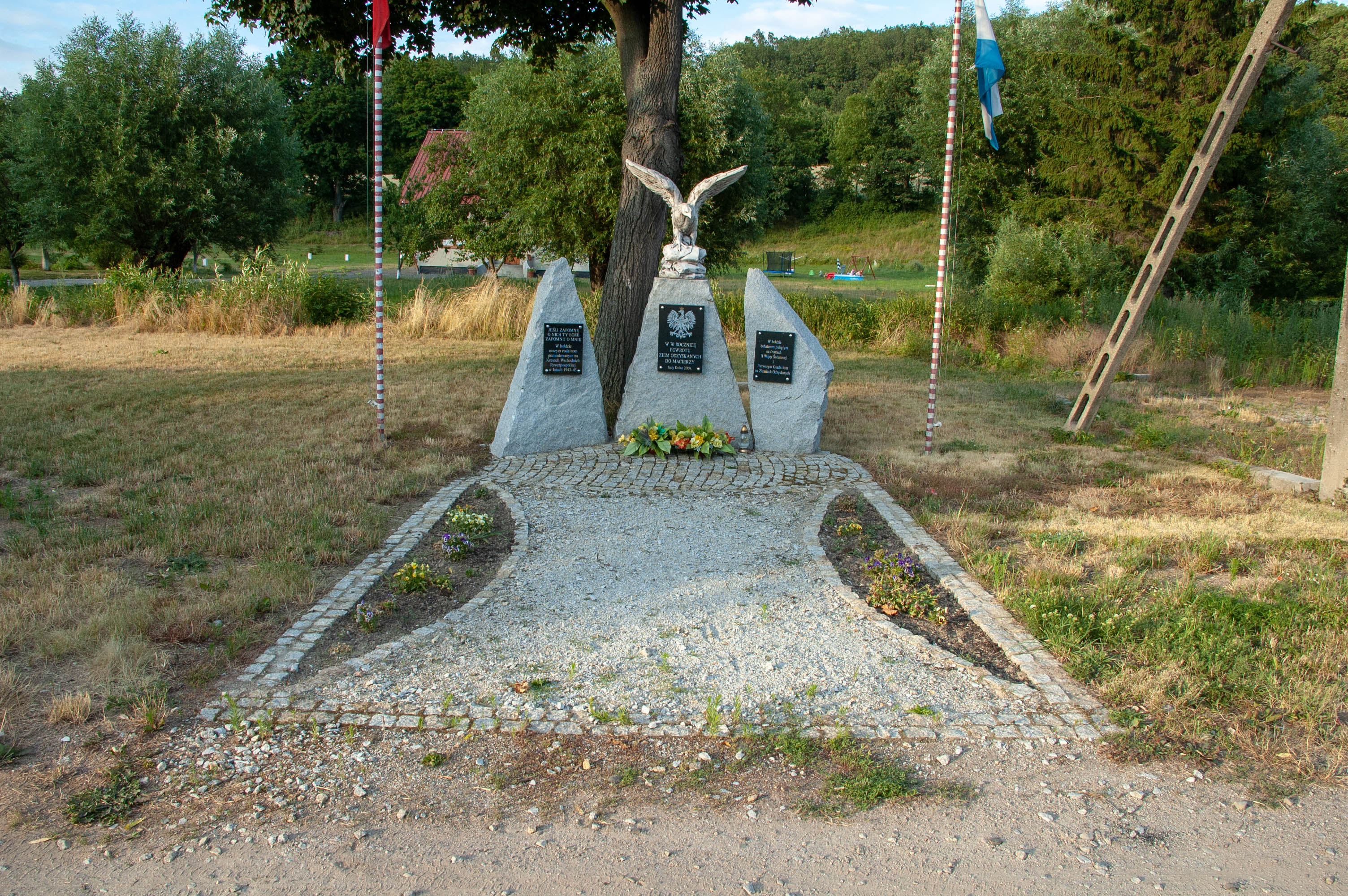
Pomník
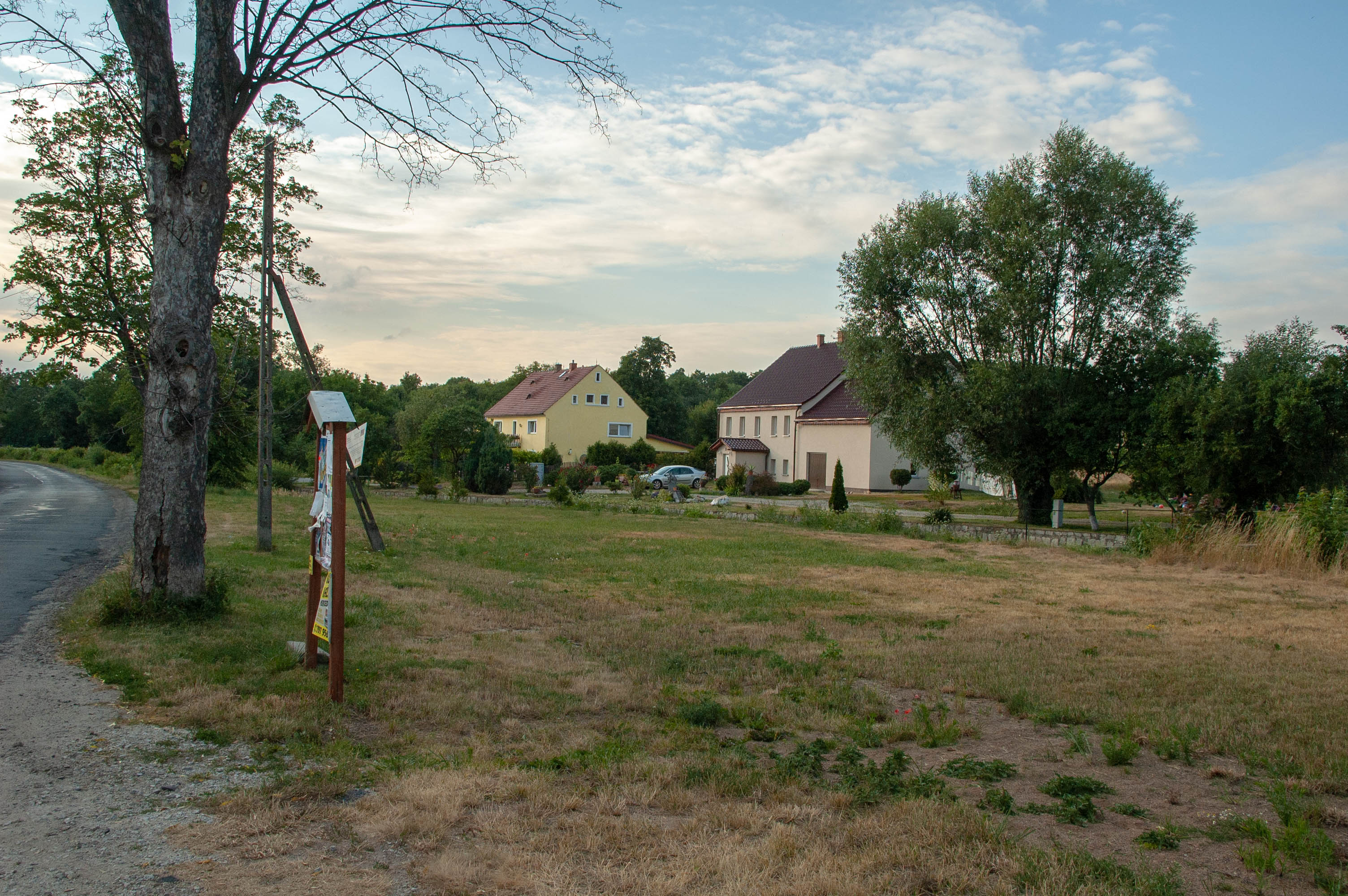
Domy
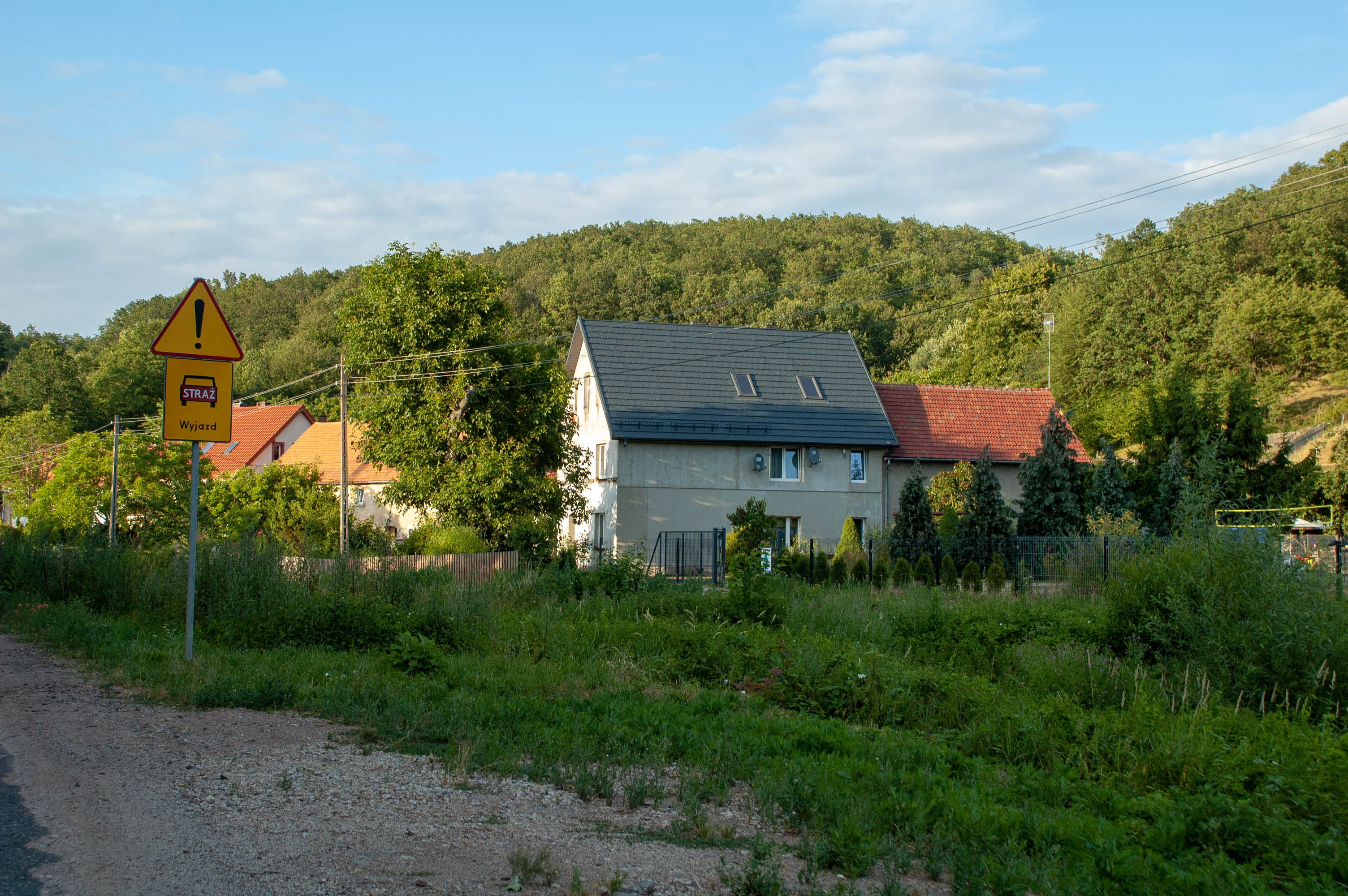
Domy